# Zoogeografia
La zoogeografia è la branca della biogeografia che studia la distribuzione delle specie animali e degli altri taxa rispetto al territorio.

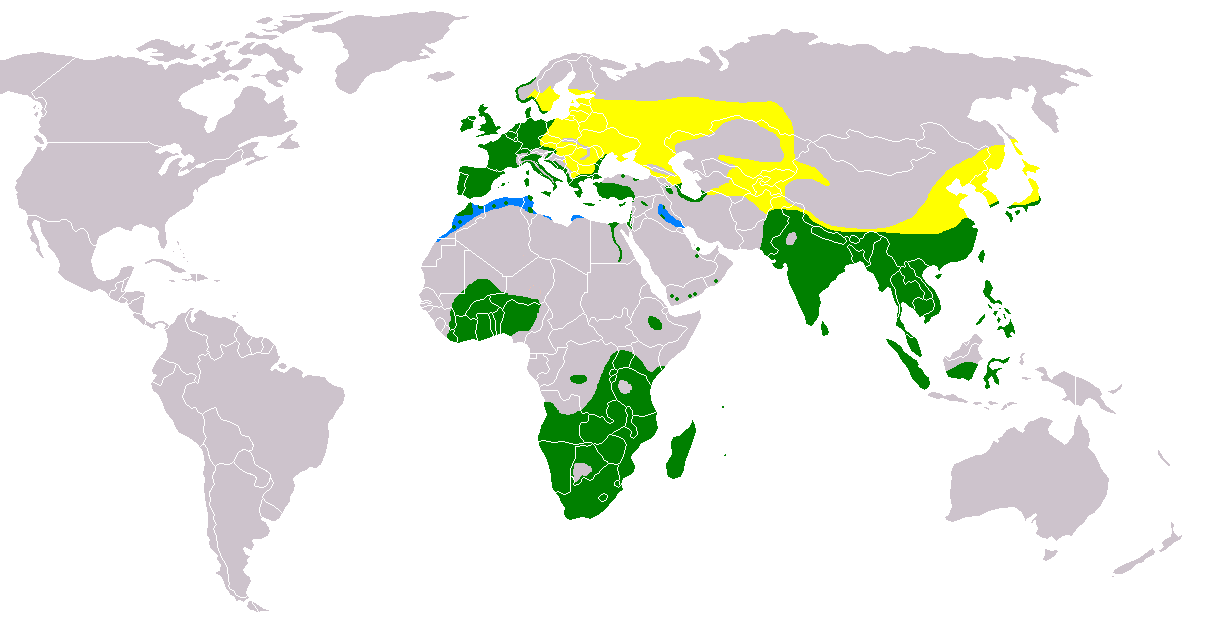
Areale della gallinella d'acqua

## Definizioni

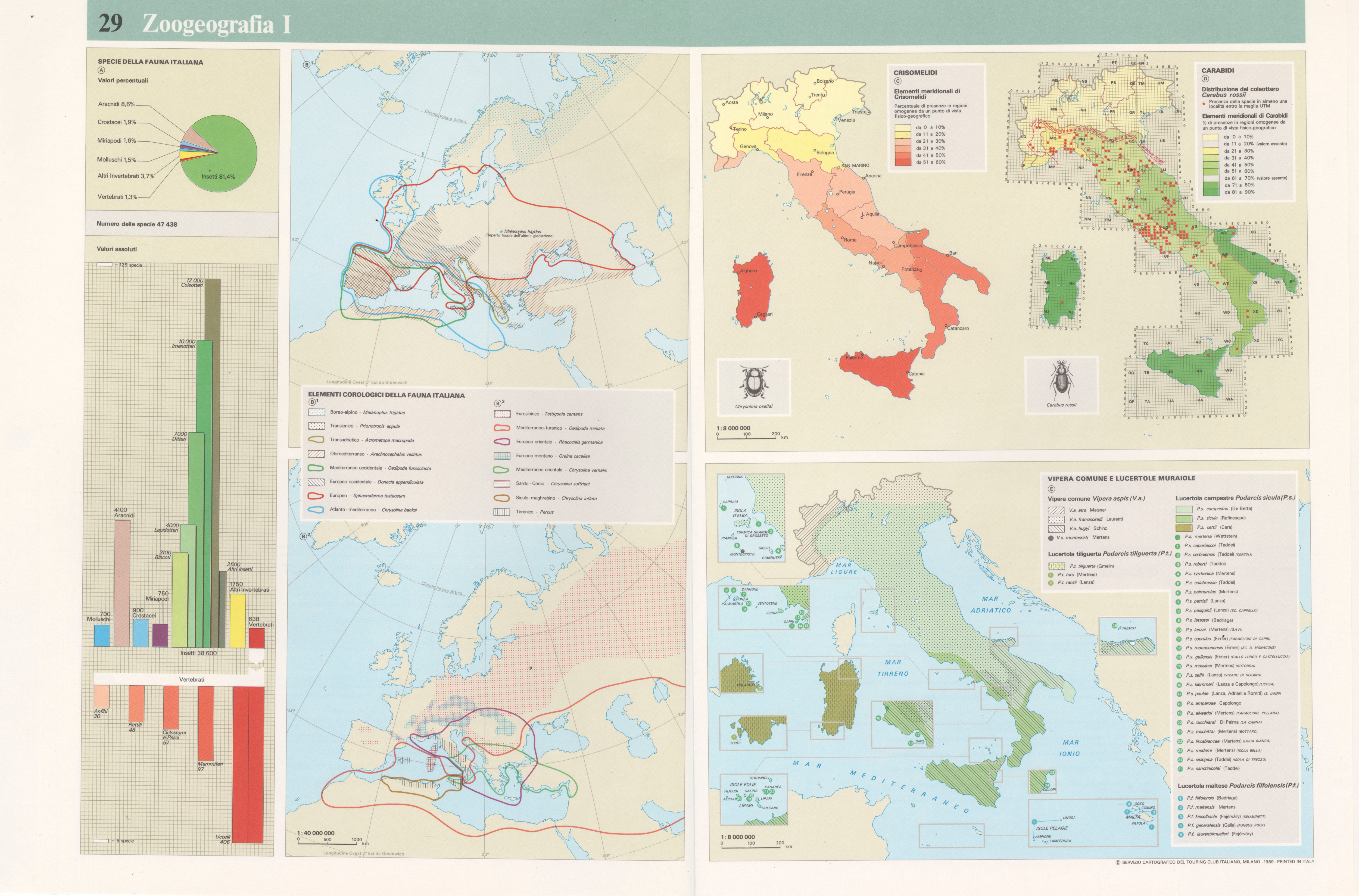
Mappe di zoogeografia d'Italia

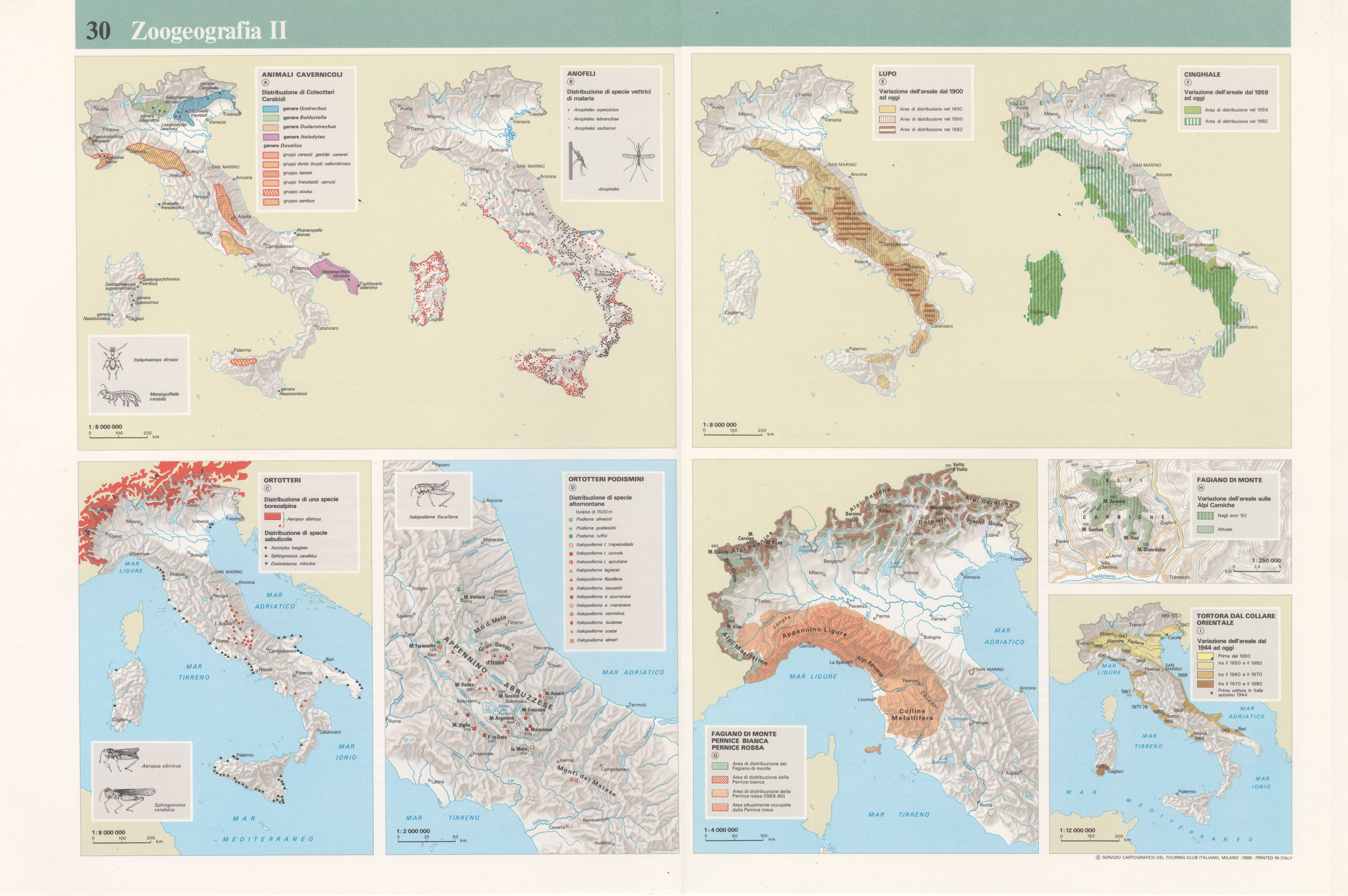
Mappe di zoogeografia d'Italia

L'areale è il concetto base della zoogeografia e costituisce l'area occupata da una data specie. Nell'areale sono comprese l'area riproduttiva e le varie zone territoriali occupate con regolarità, stagionalmente o saltuariamente. Queste aree possono non coincidere come nel caso degli organismi migratori che occupano areali del tutto diversi a seconda delle stagioni.
Gli areali possono essere continui, occupati in maniera continua dalla specie in questione, e discontinui, costituiti da due o più zone distaccate da barriere alla dispersione. 
Si parla di relitto biogeografico quando avviene una forte riduzione o frammentazione dell'areale originario di una specie, e di relitto filogenetico quando un certo gruppo di animali è sopravvissuto all'estinzione generale taxon di originale appartenenza.
Una specie (o un taxon maggiore) si dice endemica quando è presente solo in una certa area, di solito ristretta mentre si dice cosmopolita se è presente in gran parte degli habitat idonei del pianeta.

## Rapporti con altre discipline
La zoogeografia, che per molto tempo ha avuti come strumenti di indagine solo l'osservazione dell'attuale distribuzione degli animali sulla Terra ed i dati della paleontologia, oggi si può avvalere delle moderne tecnologie della tassonomia molecolare che hanno consentito di seguire con molto maggior dettaglio le relazioni filogenetiche. A sua volta la zoogeografia ha un ruolo importante nello stabilire la plausibilità delle ricostruzioni filogenetiche. Anche la teoria della deriva dei continenti ebbe le sue prime dimostrazioni dalla distribuzione, apparentemente "impossibile" di alcuni generi di rettili fossili vissuti nel periodo Permiano come Lystrosaurus e Mesosaurus. Ambito favorito di questo orientamento, il continente australiano ha fornito esempio notevole di evoluzione differenziata.
Fattori fondamentali di approfondimento zoogeografico hanno costituito nella seconda metà del Novecento l'interesse per lo studio degli ecosistemi. degli endemismi - e il complessivo sviluppo della ricerca in senso evoluzionista, volta a cogliere  caratteri ereditari ed acquisiti in rapporto con i biomi di riferimento.